# コマ・ペドローザ
コマ・ペドローザ（カタルーニャ語: Comapedrosa, Coma Pedrosa）はアンドラ西部に位置するピレネー山系の山である。標高2,943m 。アンドラの最高峰である。
麓のアリンサル村を拠点に山頂までのトレッキングコースがある。コマ・ペドローザを中心とした周辺地域には小川、湧水、小さな氷河湖、泥炭地などを含む高山湿地が多く、ラ・マサーナ教区の自然公園に指定され、保護されており、2014年にラムサール条約登録地となった。

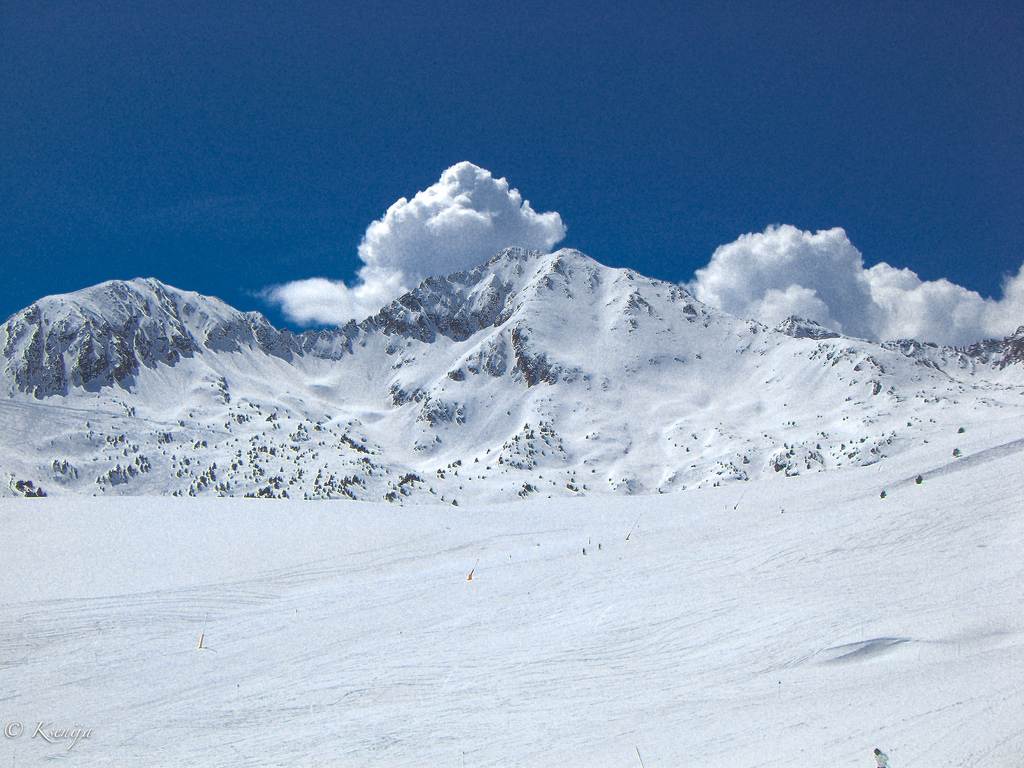
雪に覆われたアンドラの山々

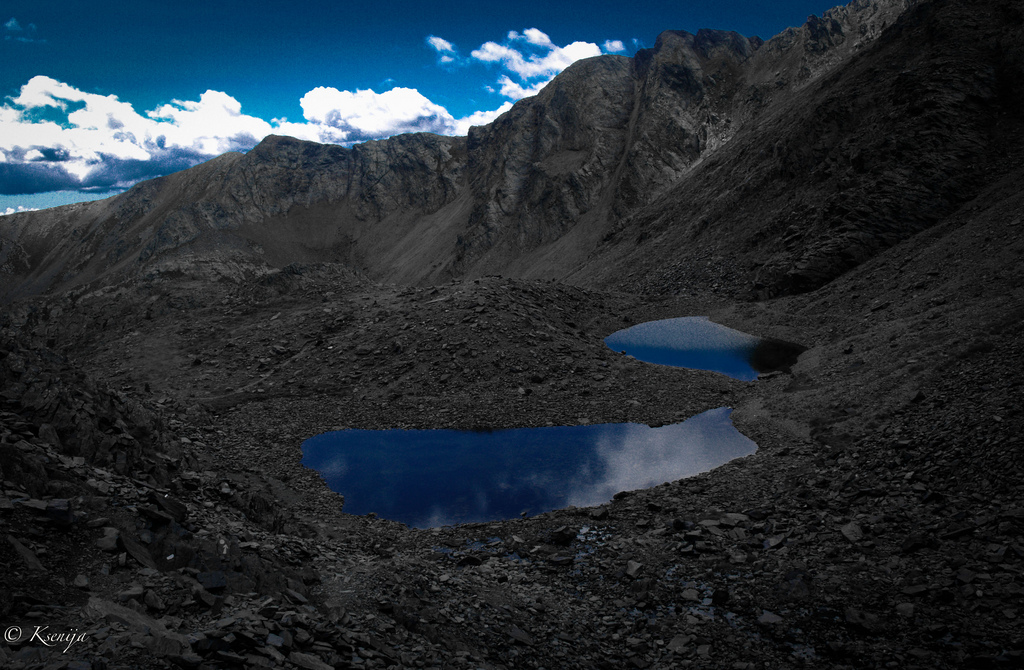
アンドラの山頂への道

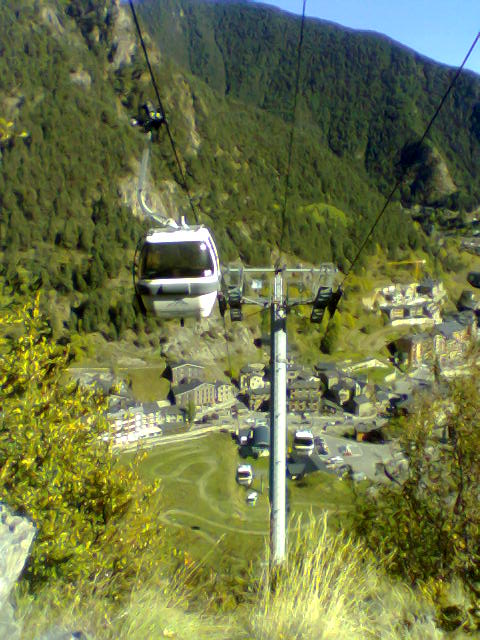
アリンサルのケーブルカーの駅